# She Was the Other
She Was the Other é um curta-metragem mudo norte-americano, realizado em 1914, do gênero comédia, com Mabel Paige e o ator cômico Oliver Hardy.

## Elenco
- Ed Lawrence - Xerife
- Oliver Hardy - Cutie (como Babe Hardy)
- Mabel Paige - Helen